# Giffers
Giffers (fr. Chevrilles, gsw. Güffersch, frp. Tsevrilye) – gmina (fr. commune; niem. Gemeinde) w Szwajcarii, w kantonie Fryburg, w okręgu Sense. 

## Demografia
W Giffers mieszkają 1 664 osoby. W 2020 roku 10% populacji gminy stanowiły osoby urodzone poza Szwajcarią.

## Transport
Przez teren gminy przebiega droga główna nr 178.